# Vold - i kærlighedens navn
|  | Denne artikel er oprettet af botten Steenthbot ud fra en ekstern database. Den kan derfor have sproglige fejl eller mangler. Denne skabelon kan fjernes efter kontrol af indholdet. |

Vold - i kærlighedens navn er en dansk dokumentarfilm fra 2017 instrueret af Christina Rosendahl.

## Handling
Bag krisecenterets trygge mure samler kvinderne kræfter. Dag for dag bearbejder de deres oplevelser, får opbygget deres selvtillid og tager de små skridt, der kan hjælpe dem til at bryde ud af det voldelige forhold, der sendte dem på krisecenter.
Mødre og børn har trukket sig tilbage på deres værelser, alt er stille. Nattevagten tjekker, at alle døre er låst, og de frivillige, der har taget imod dagens opkald på nødtelefonen, kan pakke sammen. Selvom der er roligt bag de beskyttende murene i krisecentret, er livet for beboerne præget af et følelsesmæssigt kaos af sorg, i frygt for fremtiden og længsel. En livsfarlig længsel efter den kærlighed i vis navn, volden mod dem bliver begået. Dag for dag, skridt for skridt arbejder personalet tålmodigt med at hjælpe kvinderne med at bearbejde oplevelserne og genopbygge deres selvtillid, så de kan skabe et nyt liv for dem selv og deres børn - uden vold.